# فاجنير دا سيلفا
فاجنير دا سيلفا (بالبرتغالية: Vagner da Silva‏) (6 يونيو 1986 في البرازيل - ) هو لاعب كرة قدم برازيلي في مركز حراسة المرمى. لعب مع أتلتيكو باراناينسي وإشتوريل برايا وموسكرون بيروفيلز وDesportivo Brasil ‏ ونادي إيتوانو وAssociação Portuguesa Londrinense ‏.

## وصلات خارجية
- فاجنير دا سيلفا على موقع قاعدة بيانات كرة القدم.إي يو (الإنجليزية)
- فاجنير دا سيلفا على موقع Soccerway.com (الإنجليزية)
- فاجنير دا سيلفا على موقع AS.com (الإسبانية)